# Corral de Ayllón
Corral de Ayllón is een gemeente in de Spaanse provincie Segovia in de regio Castilië en León met een oppervlakte van 18,06 km². Corral de Ayllón telt 84 inwoners (1 januari 2016).

## Demografische ontwikkeling
Bron: INE, 1857-2011: volkstellingen